# Phasia theodori
Phasia theodori är en tvåvingeart som först beskrevs av Agnieszka Draber-Mońko 1965.
Phasia theodori ingår i släktet Phasia och familjen parasitflugor. Inga underarter finns listade i Catalogue of Life.